# Bolbec
Bolbec és un municipi francès situat al departament del Sena Marítim i a la regió de Normandia. L'any 2007 tenia 11.917 habitants.

## Demografia

### Població
El 2007 la població de fet de Bolbec era d'11.917 persones. Hi havia 5.016 famílies de les quals 1.795 eren unipersonals (709 homes vivint sols i 1.086 dones vivint soles), 1.352 parelles sense fills, 1.418 parelles amb fills i 451 famílies monoparentals amb fills.
La població ha evolucionat segons el següent gràfic:
Habitants censats

### Habitatges
El 2007 hi havia 5.495 habitatges, 5.070 eren l'habitatge principal de la família, 34 eren segones residències i 391 estaven desocupats. 3.091 eren cases i 2.199 eren apartaments. Dels 5.070 habitatges principals, 2.118 estaven ocupats pels seus propietaris, 2.908 estaven llogats i ocupats pels llogaters i 44 estaven cedits a títol gratuït; 440 tenien una cambra, 679 en tenien dues, 1.378 en tenien tres, 1.483 en tenien quatre i 1.090 en tenien cinc o més. 2.789 habitatges disposaven pel capbaix d'una plaça de pàrquing. A 2.558 habitatges hi havia un automòbil i a 1.151 n'hi havia dos o més.

### Piràmide de població
La piràmide de població per edats i sexe el 2009 era:
| Homes | Edats   | Dones |
| ----- | ------- | ----- |
| 12    | 95 o +  | 20    |
| 12    | 90 a 94 | 68    |
| 44    | 85 a 89 | 116   |
| 92    | 80 a 84 | 148   |
| 220   | 75 a 79 | 312   |
| 168   | 70 a 74 | 352   |
| 204   | 65 a 69 | 296   |
| 232   | 60 a 64 | 284   |
| 296   | 55 a 59 | 236   |
| 408   | 50 a 54 | 336   |
| 480   | 45 a 49 | 480   |
| 384   | 40 a 44 | 464   |
| 384   | 35 a 39 | 392   |
| 388   | 30 a 34 | 368   |
| 620   | 25 a 29 | 592   |
| 472   | 20 a 24 | 472   |
| 536   | 15 a 19 | 400   |
| 436   | 10 a 14 | 432   |
| 396   | 5 a 9   | 424   |
| 336   | 0 a 4   | 324   |

## Economia
El 2007 la població en edat de treballar era de 7.431 persones, 5.136 eren actives i 2.295 eren inactives. De les 5.136 persones actives 4.310 estaven ocupades (2.490 homes i 1.820 dones) i 825 estaven aturades (351 homes i 474 dones). De les 2.295 persones inactives 549 estaven jubilades, 597 estaven estudiant i 1.149 estaven classificades com a «altres inactius».

### Ingressos
El 2009 a Bolbec hi havia 4.922 unitats fiscals que integraven 11.512 persones, la mediana anual d'ingressos fiscals per persona era de 14.518 €.

### Activitats econòmiques
Dels 410 establiments que hi havia el 2007, 12 eren d'empreses extractives, 14 d'empreses alimentàries, 20 d'empreses de fabricació d'altres productes industrials, 31 d'empreses de construcció, 108 d'empreses de comerç i reparació d'automòbils, 16 d'empreses de transport, 29 d'empreses d'hostatgeria i restauració, 32 d'empreses financeres, 15 d'empreses immobiliàries, 32 d'empreses de serveis, 66 d'entitats de l'administració pública i 35 d'empreses classificades com a «altres activitats de serveis».
Dels 94 establiments de servei als particulars que hi havia el 2009, 2 eren comissaries de policia, 1 oficina d'administració d'Hisenda pública, 1 oficina del servei públic d'ocupació, 1 gendarmeria, 1 oficina de correu, 8 oficines bancàries, 2 funeràries, 5 tallers de reparació d'automòbils i de material agrícola, 1 taller d'inspecció tècnica de vehicles, 4 autoescoles, 6 paletes, 4 guixaires pintors, 8 fusteries, 5 lampisteries, 2 electricistes, 1 empresa de construcció, 20 perruqueries, 1 veterinari, 14 restaurants, 3 agències immobiliàries, 3 tintoreries i 1 saló de bellesa.
Dels 67 establiments comercials que hi havia el 2009, 3 eren supermercats, 1 un supermercat, 4 botiges de menys de 120 m², 11 fleques, 5 carnisseries, 2 peixateries, 3 llibreries, 13 botigues de roba, 6 botigues d'equipament de la llar, 4 sabateries, 2 botigues d'electrodomèstics, 1 una botiga de mobles, 1 una botiga de material esportiu, 1 una botiga de material de revestiment de parets i terra, 2 perfumeries, 3 joieries i 5 floristeries.
L'any 2000 a Bolbec hi havia 20 explotacions agrícoles que ocupaven un total de 940 hectàrees.

## Equipaments sanitaris i escolars
El 2009 hi havia 1 hospital de tractaments de curta durada, 1 hospital de tractaments de mitja durada (seguiment i rehabilitació, 1 psiquiàtric, 5 farmàcies i 1 ambulància.
El 2009 hi havia 7 escoles maternals i 7 escoles elementals. A Bolbec hi havia 2 col·legis d'educació secundària, 1 liceu d'ensenyament general i 1 liceu tecnològic. Als col·legis d'educació secundària hi havia 1.020 alumnes, als liceus d'ensenyament general n'hi havia 532 i als liceus tecnològics 450.

## Poblacions més properes
El següent diagrama mostra les poblacions més properes.